# Preizkus Karlsruhe Tritium Neutrino
 preizkus Karlsruhe Tritium Neutrino (KATRIN) ima za cilj neposredno določiti maso elektronskega anti-neutrina. Instrument so jeseni 2015 sestavili na Tehnološkem institutu Karlsruhe , meritve so se začele 11. junija 2018 s svečano otvoritvijo.   Proračun znaša 60 milijonov evrov, načrtovani čas za meritve je pet let. Sodeluje približno 200 znanstvenikov iz petih držav in dveh celin.  
KATRIN naj bi beta spekter elektronov, nastalih pri razpadu tritija v He-3, izmeril na območju največje energije z občutljivostjo 0,2 eV.  To pomeni, da bo preizkus KATRIN za velikostni red presegel dosedanje podobne poskuse v Mainzu in Trojckem; ki so za zgornjo mejo mase nevtrina dali vrednost 2 eV. 

## Cilj projekta
V standardnem modelu fizike osnovnih delcev so za znane vrste nevtrinov νe, νμ in ντ sprva domnevali, da so brez mase. Različni poskusi z nevtrini iz ozračja (-Kamiokande), sonca (GALLEX, Homestake, SNO, Borexino) in reaktorjev (Daya Bay, Double-Chooz, RENO) kažejo, da je masa nevtrinov različna od nič. Vsi ti poskusi dokazujejo oscilacije nevtrinov in zato merijo kvadrat razdalje mas, kot so {\displaystyle \Delta m_{21}^{2}} in {\displaystyle \Delta m_{23}^{2}}, ne pa tudi absolutne mase delcev. Eksperimenti, kot je KATRIN in njegovi predhodniki, po drugi strani omogočajo določanje absolutnih mas {\displaystyle m_{1,2,3}} za tako imenovana lastna stanja mas, ki so preko matrike mešanja stanj Maki-Nakagawa-Sakata povezana z merljivimi masami nevtrinov e, µ in τ 
Natančna masa nevtrinov igra vlogo pri tehtanju med številnimi različnimi modeli, s katerimi se skuša onkraj okvira dosedanjega standardnega modela nevtrinom dati maso. Rezultat gotovo igra vlogo tudi v kozmologiji pri vprašanju, v kolikšni meri so nevtrini kot " vroča temna snov " (HDM) prispevali k oblikovanju struktur z dimenzijami vesolja.
Poznavanje mase enega od treh lastnih stanj bo omogočilo tudi odločiti, katera od treh različic masnega spektra nevtrinov velja:
- Normalna hierarhija: {\displaystyle m_{1}<m_{2}\ll m_{3}}
- Invertirana hierarhija: {\displaystyle m_{3}\ll m_{1}<m_{2}}
- Kvazi-degenerirana hierarhija: {\displaystyle m_{1}\approx m_{2}\approx m_{3}\approx m_{0}\quad {\text{mit}}\;m_{0}=0{,}10\,{\text{eV}}}

KATRIN je tako prvi preizkus, ki se loteva območja kvazi-degenerirane hierarhije.

## Izvedba

### Spekter beta razpada tritija
Izhodišče eksperimenta je beta razpad plinastega tricija, pri katerem nastane en elektron in en elektronski anti-neutrino. Energija razpada 18,6 keV si delita na novo nastalo jedro in oba oddana delca (glej kinematiko); vendar hčerinsko jedro zaradi razmeroma velike mase prejme le zanemarljivo majhen delež. Če je nevtrino brez mase, je spodnja meja za energijo nevtrina enaka nič, energijski spekter oddanih elektronov pa sega do polne energije razpada 18,6 keV. Če pa je po drugi strani masa {\displaystyle m_{\nu }} in s tem mirovna energija nevtrina večja od nič, mora elektron biti "prikrajšan" za to energijo. Z natančnim merjenjem spektra na področju največje energije (18,6 keV)  je mogoče primerjati za  {\displaystyle m_{\nu }=0}  izračunano krivuljo z izmerjeno krivuljo in tako določiti maso nevtrina.

### Spektrometer
Za eksperiment so zanimivi le tisti elektroni, ki zapustijo tritij s skoraj polno energijo razpada. Njihove energije okoli 18,6 keV je treba meriti in razlikovati z ločljivostjo pod ! eV, to je približno 1/20000 ali 5 · 10 −5. T enostavnimi detektorji delcev to ni mogoče doseči. Zaradi tega se pred dejanskim detektorjem uporabljata dva spektrometra, nameščena drug za drugim, tako imenovana MAC-E filtra (Magnetna adiabatska kolimacija v kombinaciji z elektrostatičnim filtrom). S pomočjo nastavljive nasprotne napetosti izločata vse elektrone nad ustrezno energijo in poskrbita za energijsko odvisno prostorsko porazdelitev preostalih elektronov. Posledica je. da do detektorja pridejo le elektroni z energijo, ki je z nasprotno napetostjo natančno nastavljena na področje okoli1 eV. V primerjavi z drugimi vrstami beta spektrometrov filtre MAC-E odlikuje njihova posebno visoka svetilnost.
V manjšem pred-spektrometru je nasprotna napetost približno -18 kV, ki pretok elektronov že močno zmanjša z zavračanjem počasnejših elektronov. Tako lahko glavni spektrometer, razbremenjen nezanimivih elektronov, nato doseže omenjeno ekstremno ločljivost.
V spektrometru MAC-E dve tuljavi, postavljeni aksialno ena za drugo na določeni razdalji, ustvarjata magnetno polje.Poljske linije se v prostoru med tuljavama razmaknejo in zapolnijo celotno površino velikega preseka, tako da je tam gostota magnetnega polja {\displaystyle B} ustrezno zmanjša. Sposobnost spektrometra razločevali energije {\displaystyle E} je enaka razmerju med najmanjšo in največjo gostoto magnetnega polja: 
{\displaystyle {\frac {\Delta E}{E}}={\frac {B_{\mathrm {min} }}{B_{\mathrm {max} }}}}
Zmanjšati {\displaystyle B} za faktor 1/20000, se mora razpoložljivi prerez med tuljavama povečati za faktor 20.000; kar pojasnjuje velike dimenzije glavnega vakuumskega rezervoarja s spektrometrom (premer 10 m).
Napetost v glavnem spektrometru se za merjenje spektra spreminja znotraj območja  -18,6 kV in število dospelih elektronov se meri v odvisnosti od napetosti. Glavni spektrometer uporablja superprevodne magnetne tuljave z gostoto magnetnega polja vsaj 6  Tesla.  

### Detektor
Silicijev polprevodniški detektor, ki se uporablja za detekcijo elektronov, doseže le energijsko ločljivost 200 eV. Zaradi predhodne izbire energije na tem mestu ni potrebna posebno visoka ločljivost, nižja ločljivost poleg tega pomaga pri zatiranju ozadja.
Pretok elektronov filtra zmanjšata z 1010 elektronov/s pri viru tritija na približno 1 elektron/s na detektorju. Da bi dosegli smiselne rezultate, je potrebnih več trimesečnih merilnih obdobij, pri tem pa stalno meriti proti-napetost v spektrometru z natančnostjo nekaj dnm.

### Izključitev elektronov iz ozadja
Elektroni, ki niso plod razpada beta tritija, temveč jih na primer sekundarni kozmični žarki izbijajo iz sten rezervoarja, lahko kvarijo meritev. Da bi zmanjšali njih delež, je glavni spektrometer v celoti obložen z dvojno zaščitno elektrodo. Napetost, ki deluje na te elektrode, je nekoliko nižja od napetosti, ki deluje na steno rezervoarja, to je približno -18,6 kV v primerjavi z -18,4 kV na steni. Ta proti-napetost upočasni elektrone, ki se sproščajo iz sten, in jim prepreči, da bi prišli v detektor.

## Rezultati
Poskus KATRIN so gradili do leta 2016. V tem času so začeli delovati posamezni sestavni deli in izvajale so se testne meritve. Jeseni 2016 so skozi celoten poskus prvič spustili elektrone iz kalibracijskih virov (First Light, kot je pri astronomskih observatorijih navada imenovati to obdobje v življenju instrumenta). Sledila je merilna kampanja poleti 2017 z namenom, testirati delo naprave z razpadom 83mKr in preveriti najpomembnejših lastnosti eksperimenta (energijsko ločljivost, stabilnost napetosti spektrometra itd.). 
Prve meritve v želenem načinu delovanja z zmanjšano količino tritija tečejo od maja 2018. 11. junija 2018 je bil eksperiment KATRIN slavnostno zagnan. V prvi publikaciji z  13. septembra 2019 je masa nevtrinov omejena na največ 1,1 eV. 
Zgornja meja mase je po drugem krogu meritev največ 0,8 eV.

## Razno
Poskus je potekal na tehnološkem inštitutu Karlsruhe, saj je laboratorij za tritij v kampu KIT Sever (nekdanji raziskovalni center Karlsruhe) , kjer je edino skladišče tritija v Evropi, ki je primeren za poskus. 200 t težek, 24 m dolg vakuumski rezervoar s premerom 10 m za glavni spektrometer KATRIN so izdelali v Deggendorfu v podjetju MAN DWE .
Rezervoar je bil za prevoz po avtocesti od Deggendorfa ob Donavi do Karlsruheja prevelik  - kopenska pot bi bila približno 350 km. Tudi za  kanal Majna-Donava je bil rezervoar zaradi največje dovoljene višine 6 m previsok za to možnost transporta po vodi.  Namesto tega je moral rezervoar prepotovati 8600 km dolgo pot po Donavi, čez  Črno orje, Sredozemlje, Atlantik, Rokavski preliv, Severno morje in nazadnje po Renu do mesta Leopoldshafen v bližini Karlsruheja. 25. novembra 2006 je rezervoar v štirih urah in pol prepotoval še zadnjih  6.8 km do svojega cilja. 

## Spletne povezave
- Domača stran eksperimenta KATRIN
- Video prevoza spektrometra KATRIN in prihoda v Karlsruhe na YouTubu
- Galileo -Reportaža o delovanju KATRIN po zagonu na YouTubu
- Domača stran eksperimenta z nevtrini v Mainzu Arhivirano 2018-02-16 na Wayback Machine.
- Domača stran nevtrinskega poizkusa v Trojitskem
- Die Welt: Kako lahko nevtrini razložijo naš obstoj
- Rezultati junij 2019
- Rezultati septembra 2019

## Posamezni dokazi
1. ↑  60-Millionen-Euro-Projekt am KIT gestartet: Neutrinos kommen auf die Waage. Arhivirano iz prvotnega spletišča dne 5. januarja 2017. Pridobljeno 7. junija 2021.
2. ↑  Monika Landgraf: Feierliche Einweihung des KATRIN-Experimentes, Pressemitteilung der KIT, erschienen im IDW am 17. Mai 2018
3. ↑  Geisterteilchen-Waage nimmt Betrieb auf. Spiegel Online, 11. Juni 2018, abgerufen am selben Tage.
4. ↑  Bericht bei Welt der Physik vom 26. Januar 2016: Neutrinos wiegen mit KATRIN Abruf am 5. August 2016
5. ↑  Bericht bei Elektronikpraxis vom 7. Oktober 2015: Neutrinos haben eine Masse, die messbar ist Abruf am 5. August 2016
6. 1 2 3  KATRIN Collaboration: KATRIN Design Report 2004. Bericht FZKA 7090, Forschungszentrum Karlsruhe 2005, pdf, 9,5 MB Arhivirano 2016-03-04 na Wayback Machine.
7. ↑  M. Tanabashi et al. (Particle Data Group), Phys. Rev. D 98, 030001 (2018), pdf, 210 kB
8. ↑  M. Zacher, Ch. Hahn: Die Neutrino-Waage kalibrieren. In: Physik Journal. Sonderheft Best of, Oktober 2013, S. 24–26.
9. ↑  M. Arenz et al. (2018), Journal of Instrumentation (JINST) 13 P04020, online pdf, 10,9 MB
10. ↑  Physicists close in on elusive neutrino’s mass, Nature, 17. September 2019
11. ↑  Aker, M.;  in sod. (The KATRIN Collaboration) (2022). »Direct neutrino-mass measurement with sub-electronvolt sensitivity«. Nature Physics. 18 (2): 160–166. doi:10.1038/s41567-021-01463-1.
12. ↑  »- Transport okoli ogla (nem.)«. Deutschlandfunk (v nemščini). Pridobljeno 7. junija 2021.
13. ↑  Kratko poročilo: Transport  200 t težkega spektrometra Video na Youtube 6 minut